# Helena Scutt
Helena Scutt (Cheltenham, 15 giugno 1992) è una velista statunitense, che ha rappresentato gli Stati Uniti ai Giochi olimpici di Rio de Janeiro 2016 nella classe 49erFX.